# Schoenus rhynchosporoides
Schoenus rhynchosporoides là loài thực vật có hoa trong họ Cói. Loài này được (Steud.) Kük. miêu tả khoa học đầu tiên năm 1938.